# HMS Queen (D19)
HMS Queen (D19), nguyên là tàu sân bay hộ tống USS St. Andrews (CVE-49) (ký hiệu lườn ban đầu AVG-49 và sau đó là ACV-49) của Hải quân Hoa Kỳ thuộc lớp Bogue, được chuyển cho Hải quân Hoàng gia Anh Quốc và đã hoạt động trong Chiến tranh Thế giới thứ hai.
St. Andrews được đặt lườn với số hiệu MC 260 theo một hợp đồng với Ủy ban Hàng hải Hoa Kỳ vào ngày 12 tháng 3 năm 1943 tại xưởng đóng tàu của hãng Seattle-Tacoma Shipbuilding ở Tacoma, Washington; được xếp lại lớp với ký hiệu lườn CVE-49 vào ngày 15 tháng 7 năm 1943 và được hạ thủy vào ngày 31 tháng 7 năm 1943, được đỡ đầu bởi Bà Robert W. Morse. Nó được chuyển cho Anh Quốc vào ngày 7 tháng 12 năm 1943 theo chương trình Cho thuê-cho mượn, được đổi tên thành HMS Queen (D19), và đã hoạt động trong chiến tranh như một chiếc thuộc lớp Ameer.
Queen đã phục vụ như một tàu sân bay chống tàu ngầm, tuần tra và hộ tống các đoàn tàu vận tải tại Đại Tây Dương trong năm 1944, và trong các chiến dịch tại Thái Bình Dương vào năm 1945. Vào ngày 4 tháng 5 năm 1945, máy bay thuộc Phi đội 853 Không lực Hải quân Hoàng gia xuất phát từ Queen đã tham gia cuộc không kích cuối cùng trong chiến tranh tại châu Âu, đánh chìm tàu hậu cần Black Watch sử dụng cho lực lượng U-boat tại Kilbotn, Na Uy, tàu tiếp liệu Senja và tàu ngầm U-711. Sau khi chiến sự kết thúc, nó được cải biên thành tàu chở binh lính dùng vào việc hồi hương lực lượng Anh tại Viễn Đông, trước khi quay trở về Hoa Kỳ, về đến Norfolk, Virginia vào ngày 31 tháng 10 năm 1946.
Sau khi được chính thức hoàn trả cho Hoa Kỳ, nó được rút khỏi danh sách Đăng bạ Hải quân vào tháng 7 năm 1947, rồi được bán cho hãng tàu N.V. Stoomv, Maats, Nederland Co. tại Amsterdam, Hà Lan vào ngày 29 tháng 7 năm 1947 để hoạt động hàng hải thương mại tư nhân dưới tên gọi Roebiah (đổi tên thành President Marcos vào năm 1967 và Lucky One vào năm 1972). Nó được tháo dỡ tại Đài Loan vào năm 1972.